# Pierre couverte de Bué
Pour les articles homonymes, voir Pierre couverte.
La pierre couverte de Bué est un dolmen situé à Bagneux dans le nord-est du département français de l'Indre.

## Histoire
L'édifice a été fouillé en 1875 par Ludovic Martinet, sans résultat. Il a été classé comme monument historique en 1889.

## Description
Le dolmen est un dolmen de type angevin simple orienté sud-est/nord-ouest ouvrant au sud-est. Il comporte une unique table de couverture de forme convexe mesurant 4,70 m de long sur 3 m de large avec une épaisseur moyenne de 0,35 m. Elle repose sur quatre orthostates (hauteur maximale 1,30 m). Deux piliers sont inclinés, un vers l'intérieur de la chambre, l'autre vers l'extérieur. La dalle de chevet mesure 0,90 m de hauteur sur 2 m de longueur pour une épaisseur moyenne de 0,25 m. Toutes les dalles sont en grès.
Selon Martinet, les environs du dolmen étaient jonchés de débris de silex correspondant à l'installation d'un atelier de taille.

### Liens
- Ressource relative à l'architecture :   - Mérimée